# 레알 마드리드 B 페메니노
레알 마드리드 CF B 페메니노(스페인어: Real Madrid Club de Fútbol "B" Femenino)는 스페인의 마드리드를 연고로 하는 여자 축구 클럽으로 2020년에 레알 마드리드 페메니노과 함께 2군팀으로 창단되었다. 현재 스페인의 여자 축구 3부 리그인 세군다 페데라시온 페메니나에 소속되어 있다.

## 수상
- 프리메라 나시오날 데 에스파냐
  - 우승: 2021–22
- 프레페렌테 데 마드리드
  - 우승: 2020–21